# 桃鈴音音
桃鈴音音（日语：／ Momosuzu Nene）是日本的虛擬YouTuber，隸屬於Hololive Production，也是Hololive的五期生成員之一。於2020年8月13日開始活動。由於粉絲製作的網路迷因，被暱稱為「海豹」。

## 角色概述

### 設定
|            | アイドルにあこがれて、異世界からやってきた女の子。歌って踊ることとお絵描きが大好き。たくさんの人に愛される存在になるべく、日々特訓中。 希望成為偶像，從異世界來的少女。最喜歡唱歌、跳舞和畫畫。為了成為被人愛戴，每天都努力特訓。 |
| ——官方介紹 | |

桃鈴音音的形象設計者為，Live 2D模型由Date製作。對粉絲的稱呼為。

### 人物
- 髮色金粉漸染，瞳色為綠色。穿著露肩的開胸連身裙。
- 血型為A型。
- 在推特開始活動的當日所發的自我介紹的推文中誤將Tag「#新人Vtuber」打成了「#新人Vtuべr」[3]。隨後便被成員及粉絲大量使用，快速竄升成為推特趨勢第一[4]。
- 個性喜愛說話，腦袋天真，是標準的外向角色。
- 據本人所述，自己曾經三度申請過Hololive的試鏡，但都被拒絕，直到第四次才終於成功。

## 經歷

### 2020年
- 8月6日，hololive宣布五期生的出道，分別為雪花菈米、獅白牡丹、魔乃阿蘿耶、尾丸波爾卡及桃鈴音音五人。於當日公開twitter和YouTube頻道[5][6]。
- 8月13日，在Youtube上進行首次直播。是五期生中第2位出道的成員。
- 8月14日，在YouTube頻道上的訂閱數突破10萬。

### 2021年
- 1月31日，基於hololive退出中國市場的政策，人物設定及服裝進行變更[7][8][9]。
- 3月2日，在YouTube頻道上的訂閱數突破50萬。'
- 3月3日，發布第一首原創歌曲。
- 4月18日，發布3D新衣裝[10][11]。
- 4月19日，發布第二首原創歌曲〈Lunch with me〉。
- 8月13日，發布第三首原創歌曲。

### 2022年
- 1月1日，發表正月新衣裝[12]。
- 3月19日，於「hololive 3rd Fes. "Link Your Wish"」的演唱會活動上出演。
- 4月30日，於Niconico動畫所舉辦的「Vtuber Fes Japan 2022」演唱會的活動上出演。
- 12月3日，YouTube頻道訂閱者數突破100萬訂閱[13]

## 爭議
2022年3月2日，Twitter用户声称，桃铃音音亲自绘制的一周年纪念明信片与绘师Namori的作品高度相似，另外包含以往与便利商店合作的商品、单曲的封面都似乎存在描图的可能。其后3月3日，Hololive所属的母公司Cover承认部分桃铃音音所绘制的绘图存在描图的问题，并表示已经对相关人士道歉。同日，桃铃音音也在Twitter和YouTube上公开道歉。

## 音樂作品

### 参加作品
| 發售日期       | 名稱         | 收錄                  | 規格產品編號 |
| -------------- | ------------ | --------------------- | ------------ |
| 2020年10月31日 |              | hololive IDOL PROJECT |              |
| 2020年12月24日 | BLUE CLAPPER | hololive IDOL PROJECT | CVRD-017     |
| 2021年4月21日  |              | hololive IDOL PROJECT | HOLO-001     |
| 2021年8月1日   |              |                       |              |
|                |              |                       |              |
| 2022年3月13日  | Prism Melody | hololive IDOL PROJECT | CVRD-138     |
| 2022年6月1日   | PANIGHT      |                       | CVRD-161     |
| 2022年6月1日   |              |                       | CVRD-161     |
| 2022年6月1日   |              |                       | CVRD-161     |
| 2022年6月1日   |              |                       | CVRD-161     |

## 外部連結
- YouTube上的Nene Ch.桃鈴ねね頻道
- 桃鈴ねね（@momosuzunene）|Twitter （页面存档备份，存于）
- ホロライブプロダクション 所属タレント 桃鈴ねね （页面存档备份，存于）（日語）
- Twitch上的momosuzunene_hololive頻道 （页面存档备份，存于）